# District du Champaran oriental
Le district du Champaran oriental ou district du Purbi Champaran (hindi : पूर्वी चंपारण ज़िलाला) est un district de l'État du Bihar en Inde.

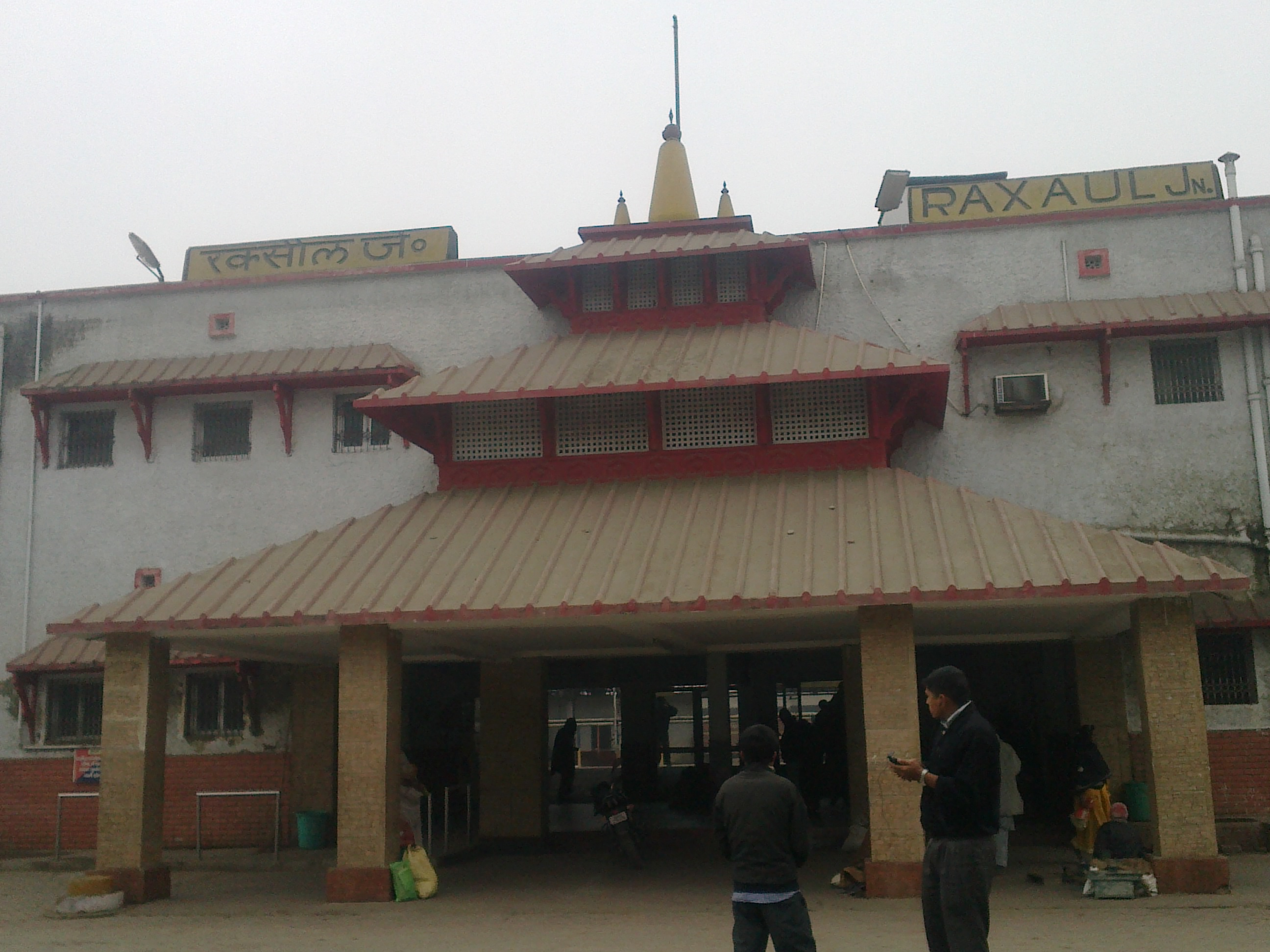
La gare ferroviaire de Raxaul Junction.

## Géographie
Sa population compte 5 099 371 habitants (en 2011) pour une superficie de 3 968 km2.
Son chef-lieu est la ville de Motihari.